# Justiniano Clímaco da Silva
Justiniano Clímaco da Silva, mais conhecido como Doutor Preto (Santo Amaro da Purificação, 8 de janeiro de 1908 — Londrina, 27 de agosto de 2000) foi um médico, professor, jornalista e político brasileiro. Negro e de origem muito humilde, foi um importante contribuidor da formação de Londrina.

## Biografia
Justiniano nasceu no dia 8 de janeiro de 1908, em Santo Amaro da Purificação, Bahia, filho do carpinteiro Justino de Matos da Silva e de Anastácia da Anunciação, trabalhadora doméstica. Neto de escravos e de família pobre, não tinha condições financeiras de estudar. Ainda assim, conta-se que, inspirado em um certo Doutor Bião, médico em Santo Amaro a quem muito admirava, Justiniano decidiu formar-se em medicina.
Com a ajuda de uma tia, Maria Juliana dos Passos Ferreira, Justiniano mudou-se para Salvador, obteve o título de Bacharel em Ciências e Letras. Notável autodidata e possuindo profundo conhecimento geral, ministrou aulas de Latim e Matemática Ginásio da Bahia (atual Colégio Estadual da Bahia). Com a renda de professor, financiou seus estudos na Faculdade de Medicina da Bahia. Formou-se médico 7 de dezembro de 1933.

### Mudança para Londrina
Nas décadas de 30 e 40, nascia no norte do Paraná a cidade de Londrina.  A empresa inglesa Companhia de Terras Norte do Paraná dividiu a região em lotes pequenos e, portanto, pagáveis por aqueles que se dispusessem a fundar uma cidade em meio à floresta. Região de terra fértil, ainda na década de 30, as safras de café mostraram-se espetaculares, trazendo riqueza e dando à cidade o epíteto de "Capital do Café." Consequentemente, atraiu imigrantes de diversas culturas, raças e países. Entretanto, diversas epidemias, da febre amarela ao tifo e malária, flagelavam os londrinenses 
Em 1938, Clímaco viu algumas propagandas sobre a cidade e interessou-se. Um tio que morava no Paraná lhe informou dos problemas de saúde que assolavam a cidade, e portanto da demanda por serviços de saúde, o que inspirou o médico a mudar-se.
| “ | Quando ele [seu tio] disse que dava febre amarela: então imaginei, está pra mim. É pra lá que eu vou! Se tem doença precisa de médico. | ” |

### Desafios na nova cidade
Londrina, sendo uma cidade nova e remota, tinha uma infraestrutura precária e carência de materiais médicos, mas o Doutor Preto compensava estas necessidades com um atendimento notadamente generoso e humilde. Utilizava técnicas quase artesanais de diagnóstico. Também atendia, praticamente sem cobrar, a população mais pobre, que não tinha meios de pagar.
Clímaco possuía um folclórico Ford Model A, ano 1928, com o que rodava as fazendas e sítios em seus atendimentos domiciliares. O carro também era utilizado para levar pacientes graves a Curitiba. Entretanto, embora Curitiba oferecesse melhor infraestrutura e maior disponibilidade de materiais, a viagem era dramática: quando não havia imprevistos, gastavam-se dois dias de viagem por 400 km de estradas de terra esburacadas, lamacentas e poeirentas.

### Fundação de hospitais e associações
Em 1942, Justiniano inaugurou, em sociedade com o médico Ângelo Decânio, a Casa de Saúde Santa Cecília. Em sua inauguração, foi descrita como o mais completo e equipado hospital almejável à época. Posteriormente, foi aberta a outros médicos, para que internassem seus pacientes, e renomeada para Hospital Modelo. Anos depois, alguns destes médicos tornaram-se proprietários do hospital e seu nome mudou novamente, agora para o nome atual: Hospital Santa Cruz.
O Doutor Preto participou da fundação da Santa Casa de Londrina, em cujo pronto-socorro atendeu gratuitamente por duas décadas. Às irmãs que lá atuavam, ele doou um harmônio.
Já como deputado, convenceu o governo federal a fundar um hospital de tuberculosos. Inicialmente planejado para Apucarana, por lobby do doutor o hospital foi fundado em Londrina, que teria mais recursos, e funcionou onde hoje está o hospital universitário da UEL.
A atuação de Justiniano foi notadamente importante na fundação da Associação Médica de Londrina (AML), em 1941. Além de sócio-fundador, foi também várias vezes diretor da instituição. A AML viria a ser modelo para a formação da Sociedade Médica de Maringá, a qual o doutor também influenciou notadamente.

### Atuação política
Em 1947, o doutor Clímaco candidatou-se e foi eleito deputado estadual pelo Partido Social Democrático, tornando-se o primeiro deputado de Londrina. Neste cargo, foi convidado por Manuel Ribas, então interventor, a ser prefeito de Londrina, mas rejeitou a nomeação. De fato, a vida política não lhe caiu muito bem: não só se sentia solitário em Curitiba como lhe fazia falta a atuação médica. Após seu mandato, não atuou mais em cargo eletivo, embora tenha sido candidato a vice-prefeito na chama do ARENA.

### Falecimento
Em 2000, Justiniano foi internado no Hospital Evangélico devido a uma parada respiratória. Eventualmente, após uma parada cardíaca, entrou em coma. Oito dias após sua internação, em 27 de agosto de 2000, doutor veio a falecer. Seu corpo foi velado na sede da AML e no sepultado no Cemitério João XXIII.

## Outras atividades
Homem com intensa vida social, o doutor Clímaco dedicou-se a muitas outras atividades, além de médico e político, em Londrina. Foi dono e diretor de um dos primeiros jornais londrinenses, o Paraná-Jornal. Também atuou como professor de ensino fundamental e, notadamente, no Ginásio Londrinense, onde ensinou latim e matemática.

## Estilo e métodos
O estilo simples e respeitoso com que Justiniano atendia seus pacientes tornou-se notório. Médico em uma cidade nova sem infraestrutura e carente de materiais, o Doutor Preto ficou conhecido por praticar a medicina com arte e paciência, de maneira comunitária e generosa.
Como não havia energia elétrica constante, não podia utilizar seu aparelho de infravermelho e esterilizava seus próprios equipamentos. Tampouco havia aparelhos de raio X ou anestesia, de modo que o médico recorria a exames por apalpação, ou pelo ouvido, e usava clorofórmio para anestesiar seus pacientes.
Entre suas atividades, incluíam-se partos, cirurgias de estômago e retiradas de apêndices. Também tratava de diversas doenças comuns à época, como hanseníase, tifo, tuberculose, febre amarela, malária e pneumonia. Justiniano foi também um dos primeiros a usar penicilina no tratamento à gonorreia (muito comum na cidade devido ao grande polo de prostituição), e posteriormente no combate a uma infecção pós-parto.

## Família
Justiniano nunca casou-se, tampouco teve filhos biológicos. Seu parente consanguíneo mais próximo era seu primo-irmão, o advogado Lydio Antonio Amorim. O Doutor Clímaco teve um filho adotivo, o cardiologista José Alberto Correia da Silva. José era filho da governanta que trabalhou para Justiniano por muitos anos.
Por outro lado, era sempre convidado a ser padrinho, de casamento e de batismo. Conta-se que viria ter mais de cem afilhados, alguns dos quais ele mesmo trouxe à luz.

## Os desafios da negritude
Sendo negro e pobre, no Brasil do início do século XX, todas as condições  eram francamente desfavoráveis a Justiniano. Mudou-se de cidade para estudar e trabalhou como professor para financiar seus estudos médicos. Conta-se que sua turma de medicina possuía 95 alunos, e ele era o único negro.
Por outro lado, o Doutor Preto afirmava não ter enfrentado grandes problemas devido ao racismo. Contava apenas episódios pontuais que lhe atrapalharam. Por exemplo, estudou alemão em vez de inglês, embora preferisse esta última língua, porque o professor de inglês era um notório racista, e o então estudante Clímaco temia acabar chegando às vias de fato com ele.
| “ | Era muito preconceito, isso é fato! Mas ele superou isso com próprio trabalho, sem esquentar muito a cabeça. | ” |

O doutor não tolerava preconceito. Conta-se que, certa vez, um homem que não o conhecia foi procurá-lo no hospital e perguntou exatamente a Justiniano onde estava o "Doutor Clímaco". Justiniano naturalmente respondeu que era ele, e o homem (segundo o filho do médico, enganado por brincadeira por amigos) lhe teria dito "não vem não, negão, vai logo chamar o médico". Justiniano acabou por expulsá-lo do hospital!
No final das contas, Clímaco foi muito bem aceito pela população de Londrina, cidade nova, formada por imigrantes e menos marcada pelo escravagismo brasileiro. Era especialmente querido entre os pobres a quem ajudava, e que lhe honravam.
| “ | O meu maior feito pela raça foi justamente o meu exemplo de força de vontade e, sobretudo, de dignidade. | ” |

Para o Doutor Preto, sua maior contribuição à população negra foi o exemplo que ele mesmo deu. De fato, militantes do movimento negro em Londrina o tem em alta conta: consideram-no um exemplo e buscam sempre recuperar sua história.
| “ | A gente perdeu muito aqui neste país, perdemos grande parte da nossa história, mas não podemos, nós precisamos de referências e o Dr. Clímaco não deixou de ser. | ” |

## Homenagens
Em 1987, Justiniano recebeu o Diploma de Mérito Ético-Profissional do Conselho Regional de Medicina do Paraná, concedido aos "médicos que tenham completado 50 anos ininterruptos de atividade sem sanção ético-profissional e com relevante e exemplar conduta médica." 
Em 1997, a Assembleia Legislativa do Paraná concedeu ao médico o título de cidadão honorário do estado.
Em 2002, a Câmara Municipal de Londrina atribuiu à Unidade de Saúde do Conjunto Habitacional Vivi Xavier o nome Dr. Justiniano Clímaco da Silva.